# Gare de Bollène-La Croisière
La gare de Bollène-La Croisière est une gare ferroviaire française de la ligne de Paris-Lyon à Marseille-Saint-Charles, située au lieu-dit de La Croisière, sur le territoire de la commune de Bollène, dans le département de Vaucluse, en région Provence-Alpes-Côte d'Azur.
Elle est mise en service en 1854 par la Compagnie du chemin de fer de Lyon à la Méditerranée (LM). C'est une gare de la Société nationale des chemins de fer français (SNCF) du réseau TER PACA. C'est également une gare du ouverte au fret.

## Situation ferroviaire
La gare de Bollène-La Croisière est située au point kilométrique (PK) 694,357 de la ligne de Paris-Lyon à Marseille-Saint-Charles, entre les gares ouvertes de Pierrelatte et d'Orange (s'intercale les gares fermées de Mondragon, Mornas et Piolenc). Elle est établie à 45 m d'altitude.

## Histoire
La « station de Bollène-La Croisière » est mise en service le 29 juin 1854 par la Compagnie du chemin de fer de Lyon à la Méditerranée, lorsqu'elle ouvre à l'exploitation la section d'Avignon à Valence de sa ligne de Lyon à Avignon.
En avril 1857, la gare est intégrée dans le réseau de la Compagnie des chemins de fer de Paris à Lyon et à la Méditerranée (PLM), nouvelle compagnie née de la fusion entre la Compagnie du chemin de fer de Paris à Lyon (PL) et la Compagnie du chemin de fer de Lyon à la Méditerranée.

## Service des voyageurs

### Accueil
Halte SNCF, c'est un point d'arrêt non géré (PANG) à accès libre. 
Elle dispose d'un automate pour l'achat de titres de transport TER.

### Desserte
Bollène-La Croisière est une gare régionale du réseau TER Provence-Alpes-Côte d'Azur desservie par des trains qui effectuent des missions entre les gares de Marseille-Saint-Charles, ou d'Avignon-Centre, et Valence-Ville, Annecy, Lyon-Perrache, ou Lyon-Part-Dieu.

### Intermodalité
Un parking pour les véhicules y est aménagé.
La gare est desservie par la ligne 2 des Transports urbains bollénois (TUB).

## Service des marchandises
Cette gare est ouverte au service du fret (train massif seulement).

## Patrimoine ferroviaire
Elle a conservé son bâtiment voyageurs d'origine. Bâti en 1854, il est conçu suivant un modèle type de la Compagnie du chemin de fer de Lyon à la Méditerranée.